# Murcott (Oxfordshire)
Murcott – wieś w Anglii, w hrabstwie Oxfordshire, w dystrykcie Cherwell. Leży 12 km na północny wschód od Oksfordu i 81 km na północny zachód od Londynu.